# Megapiranha paranensis
Megapiranha paranensis (лат.) — вид вымерших лучепёрых рыб из семейства пираньевых (Serrasalmidae) или (по более ранней классификации) подсемейства пираньевых (Serrasalminae) семейства харациновых (Characidae). Единственный известный вид в роде Megapiranha. Обнаружен в миоценовых отложениях Аргентины (провинция Энтре-Риос, de Entre Rı´os).

## Описание

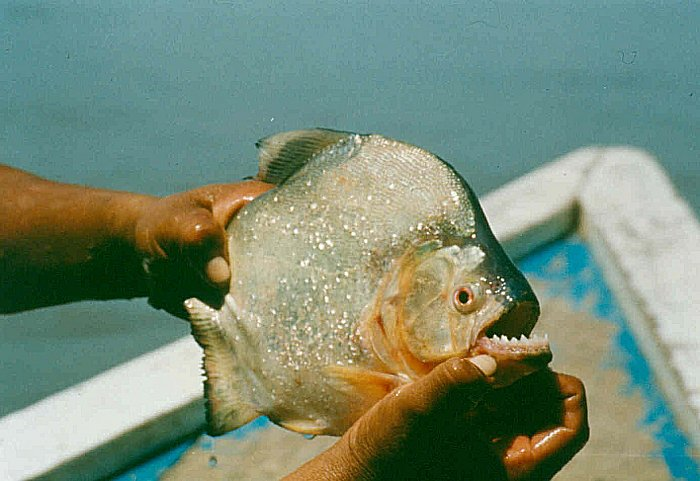
Ромбовидная пиранья (Serrasalmus rhombeus), один из ближайших современных родственников Megapiranha

Останки, по которым было сделано описание, около 100 лет хранились в музее города Ла Плата (в 60 км от Буэнос Айреса). Их в начале XX века исследователь Сантьяго Рот (Santiago Roth) собрал в районе между городами Парана и Villa Urquiza (≈ 31°38’ ю. ш. 60°22’ з. д.), в западной части провинции Энтре-Риос. Возраст находки в виде частично сохранившейся челюсти и нескольких зубов составляет от 8 до 10 млн лет. Предположительно, длина рыбы в 4 раза превосходила размеры современных видов пираний и составляла около 1 м (95—128 см). Ископаемая пиранья имеет зигзагообразный ряд зубов, который является промежуточным состоянием признака между современными пираньями, с одним рядом режущих зубов и между паку, с двумя рядами зубов, адаптированных к поеданию растений. По признакам строения зубов и челюсти (зубы треугольной формы с хорошо развитами жевательными краями с обеих сторон) таксон Megapiranha наиболее близок к кладе пираний из родов Pygocentrus + (Serrasalmus + (Pristobrycon + Pygopristis)). Название вида Megapiranha paranensis связано с местом его первого обнаружения (Parana).
По расчётам учёных, ископаемые пираньи Megapiranha paranensis потенциально обладают наибольшей силой укуса относительно массы тела среди всех позвоночных. Мегапиранья сдавливала челюсти с силой от 1240 до 4749 ньютонов, то есть она смогла бы удержать в своих челюстях жертву весом в полтонны. И, возможно, не только отрывать части плоти, но и размалывать достаточно твёрдые кости.